# Besta deild kvenna 2022
La Besta deild kvenna 2022 è stata la 51ª edizione della massima divisione del campionato islandese femminile di calcio, la prima dopo la ribrandizzazione del torneo fino alla precedente edizione indicato "Úrvalsdeild kvenna". Organizzato dalla federazione calcistica islandese (KSÍ), il torneo è iniziato il 26 aprile e si è concluso il 1º ottobre. Il campionato è stato vinto per la tredicesima volta, la seconda consecutiva, dal Valur.

## Stagione

### Novità
Dalla Úrvalsdeild kvenna 2021 sono stati retrocessi il Tindastóll e il Fylkir, rispettivamente classificati al 9º e 10º posto, mentre dalla 1. deild kvenna sono stati promossi il KR Reykjavík, tornato al campionato di vertice dopo un anno in cadetteria, e l'Afturelding, all'esordio in Úrvalsdeild.

### Formula
Le dieci squadre partecipanti si affrontano in un girone all'italiana con partite di andata e ritorno per un totale di 18 giornate. La prima classificata è campione d'Islanda ed è ammessa alla UEFA Women's Champions League 2023-2024 assieme alla seconda classificata. Le ultime due classificate sono retrocesse in 1. deild kvenna.

## Squadre partecipanti
| Club             | Città          | Stadio                  | Stagione precedente         |
| ---------------- | -------------- | ----------------------- | --------------------------- |
| Afturelding      | Mosfellsbær    | Fagverksvöllurinn Varmá | 2º posto in 1. deild kvenna |
| Breiðablik       | Kópavogur      | Kópavogsvöllur          | 2º posto in Úrvalsdeild     |
| ÍBV Vestmannæyja | Vestmannaeyjar | Hásteinsvöllur          | 8º posto in Úrvalsdeild     |
| Keflavík         | Keflavík       | Nettóvöllurinn          | 7º posto in Úrvalsdeild     |
| KR Reykjavík     | Reykjavík      | KR-völlur               | 1º posto in 1. deild kvenna |
| Selfoss          | Selfoss        | Selfossvöllur           | 5º posto in Úrvalsdeild     |
| Stjarnan         | Garðabær       | Stjörnuvöllur           | 4º posto in Úrvalsdeild     |
| Þór/KA           | Akureyri       | Thórsvöllur             | 6º posto in Úrvalsdeild     |
| Þróttur          | Reykjavík      | Eimskipsvöllurinn       | 3º posto in Úrvalsdeild     |
| Valur            | Reykjavík      | Vodafonevöllurin        | 1º posto in Úrvalsdeild     |

## Classifica finale
Fonte: sito ufficiale KSÍ.
|                    | Pos. | Squadra          | Pt | G  | V  | N | P  | GF | GS | DR  |
| ------------------ | ---- | ---------------- | -- | -- | -- | - | -- | -- | -- | --- |
| Islanda (bandiera) | 1.   | Valur            | 43 | 18 | 13 | 4 | 1  | 51 | 10 | +41 |
|                    | 2.   | Stjarnan         | 37 | 18 | 11 | 4 | 3  | 45 | 16 | +29 |
|                    | 3.   | Breiðablik       | 33 | 18 | 10 | 3 | 5  | 41 | 13 | +28 |
|                    | 4.   | Þróttur          | 31 | 18 | 10 | 1 | 7  | 37 | 24 | +13 |
|                    | 5.   | Selfoss          | 29 | 18 | 8  | 5 | 5  | 24 | 17 | +7  |
|                    | 6.   | ÍBV Vestmannæyja | 29 | 18 | 8  | 5 | 5  | 27 | 28 | -1  |
|                    | 7.   | Þór/KA           | 17 | 18 | 5  | 2 | 11 | 25 | 47 | -22 |
|                    | 8.   | Keflavík         | 16 | 18 | 5  | 1 | 12 | 21 | 39 | -18 |
|                    | 9.   | Afturelding      | 12 | 18 | 4  | 0 | 14 | 17 | 50 | -33 |
|                    | 10.  | KR Reykjavík     | 10 | 18 | 3  | 1 | 14 | 20 | 64 | -44 |

Legenda:
      Campione d'Islanda e ammesso in UEFA Women's Champions League 2023-2024.
      Ammesso in UEFA Women's Champions League 2023-2024.
      Retrocesso in 1. deild kvenna.
Note:
Tre punti a vittoria, uno a pareggio, zero a sconfitta.
In caso di arrivo di due o più squadre a pari punti, la graduatoria verrà stilata secondo i seguenti criteri:
- Differenza reti generale;
- Maggior numero di gol realizzati;
- Punti negli scontri diretti;
- Differenza reti negli scontri diretti;
- Maggior numero di gol realizzati in trasferta negli scontri diretti.

## Risultati

### Tabellone
|                  | Aft  | Bre  | ÍBV  | Kef  | KRR  | Sel  | Stj  | TKA  | Thr  | Val  |
| ---------------- | ---- | ---- | ---- | ---- | ---- | ---- | ---- | ---- | ---- | ---- |
| Afturelding      | –––– | 1-6  | 0-1  | 2-3  | 2-1  | 1-4  | 1-3  | 1-2  | 0-2  | 1-3  |
| Breiðablik       | 3-0  | –––– | 0-1  | 3-0  | 5-0  | 1-0  | 3-0  | 4-1  | 2-3  | 0-1  |
| ÍBV Vestmannæyja | 3-0  | 0-0  | –––– | 3-2  | 3-1  | 0-1  | 1-1  | 5-4  | 1-2  | 0-3  |
| Keflavík         | 1-2  | 1-0  | 1-2  | –––– | 1-3  | 0-2  | 1-0  | 1-3  | 1-2  | 0-5  |
| KR Reykjavík     | 1-0  | 0-4  | 0-2  | 0-4  | –––– | 3-5  | 1-2  | 3-2  | 1-3  | 0-6  |
| Selfoss          | 0-1  | 2-0  | 0-0  | 0-0  | 3-1  | –––– | 1-1  | 2-0  | 1-1  | 0-1  |
| Stjarnan         | 7-1  | 2-2  | 4-0  | 4-0  | 5-1  | 3-1  | –––– | 5-0  | 2-0  | 0-2  |
| Þór/KA           | 0-1  | 0-4  | 3-3  | 3-2  | 3-3  | 0-1  | 0-4  | –––– | 1-0  | 2-1  |
| Þróttur          | 4-2  | 0-3  | 5-1  | 2-3  | 5-0  | 3-0  | 0-1  | 4-1  | –––– | 1-2  |
| Valur            | 6-1  | 1-1  | 1-1  | 3-0  | 9-1  | 1-1  | 1-1  | 3-0  | 2-0  | –––– |

## Statistiche

### Classifica marcatrici
Fonte: sito ufficiale e soccerway.com
| Gol |  |  | Giocatore                  | Squadra  |
| --- |  |  | -------------------------- | -------- |
| 11  |  |  | Jasmín Erla Ingadóttir     | Stjarnan |
| 9   |  |  | Katrín Ásbjörnsdóttir      | Stjarnan |
| 9   |  |  | Gyða Kristín Gunnarsdóttir | Stjarnan |
| 9   |  |  | Danielle Marcano           | Þróttur  |
| 8   |  |  | Cyera Hitzen               | Valur    |
| 8   |  |  | Sandra María Jessen        | Þór/KA   |
| 8   |  |  | Brenna Lovera              | Selfoss  |
| 7   |  |  | Elín Metta Jensen          | Valur    |